# Оборина, Татьяна Игоревна
Татьяна Игоревна Оборина (род. 25 января 1993 года) — российская ориентировщица на лыжах.

## Карьера
Воспитанница пермской школы ориентирования. Трижды выигрывала золотые награды на юниорских первенствах Европы по спортивному ориентированию на велосипедах. В августе 2012 года в Венгрии на чемпионате мира по спортивному ориентированию на велосипедах завоевала золото.
На чемпионате Европы 2015 года первенствовала на длинной дистанции.
На чемпионате мира 2015 года завоевала бронзу в женской эстафете.
На чемпионате Европы 2016 года была третьей на средней дистанции.
На Всемирных зимних военных играх 2017 года первенствовала в спринте, командном спринте и женской эстафете, а также завоевала серебро на средней дистанции.
Заняла третье место в международных соревнованиях по спортивному ориентированию на лыжах Ski-O Tour 2019 по сумме времени после пяти стартов. 
Мастер спорта России международного класса.